# Collada del Maranxina

La Collada del Maranxina, respecte del terme d'Abella de la Conca

La Collada del Maranxina, o del Marinxina, és una collada situada a 1.301,4 msnm dins del municipi d'Abella de la Conca, a la comarca del Pallars Jussà.
És a l'extrem sud-est del Serrat de Picoi, al costat nord-oest mateix del Tossal dels Qualls, a migdia de la Borda Marinxina, al sud-oest de la Borda del Castelló i a llevant de Casa Víctor, actualment en ruïnes.

## Etimologia
Es tracta d'un topònim romànic modern. La collada pren el nom de la Borda del Maranxina, propera a aquest lloc.